# البيض (المضاربة والعارة)

تعديل مصدري - تعديل

البيض هي إحدى قرى عزلة المضاربة بمديرية المضاربة والعارة التابعة لمحافظة لحج، بلغ تعداد سكانها 244 نسمة حسب تعداد اليمن لعام 2004.